# Sphaerioidea
Super-famille
Les Sphaerioidea sont une super-famille de mollusques bivalves d'eau douce de l'ordre des Sphaeriida.

## Historique
La super-famille des Sphaerioidea est décrite en 1855 par le conchyliologue français Gérard Paul Deshayes (1795-1875),. 

## Liste des familles
Selon WoRMS en 2025 le nombre de familles incluses est d'une vivante de de quatre fossiles :
- †Kijidae C. M. Kolesnikov, 1977
- †Limnocyrenidae C. M. Kolesnikov, 1977
- †Neomiodontidae R. Casey, 1955
- †Sibireconchidae C. M. Kolesnikov, 1977
- Sphaeriidae Deshayes, 1855 (1820)[2]

### Publication originale
- [1855] (en) Gérard Paul Deshayes, « Catalogue of the Conchifera or bivalve shells in the collection of the British Museum. British Museum, London, Part I. Cyprinidae, Veneridae and Glauconomidae, pp. ii + 216 pp. [introduction by J. E. Gray] [27 June 1853]; Part II, Petricoladae (concluded), Corbiculadae, pp. 217-292 [title page dated "1854"; 12 May 1855]. », British Museum, Londres,‎ (1853-1855), p. 2-261 (lire en ligne).